# ツール・ド・フランス1987
ツール・ド・フランス1987は、ツール・ド・フランスとしては74回目の大会。1987年7月1日から7月26日まで、全25ステージで行われた。

## みどころ
ベルナール・イノーが引退。そして、昨年の当大会を制し、晴れてイノーの後継者となったグレッグ・レモンは不慮の事故で不出場となり、今大会は本命なき大混戦が予想された。
一応中心となったのはローラン・フィニョン。また、レモンの代役として東芝のエースに推されたジャンフランソワ・ベルナールも期待されたが、ジロ・デ・イタリアを制したステファン・ロッシュを有力候補に推す声も高かった。
予想通り、今大会はめまぐるしくマイヨ・ジョーヌが替わり、最後の最後まで総合優勝争いは混沌とした。また今大会はステージ数が例年よりも多いばかりか、ラルプ・デュエズに加え、モン・ヴァントゥもコースに組み入れられ、例年にも増して過酷な大会となった。

## 今大会の概要
早くも、第2ステージのチームタイムトライアルで今大会の趨勢を占う出来事が起こる。ロッシュ擁するカレラチームがこの区間を制する一方で、フィニョン擁するシステムUは、そのフィニョンの大ブレーキにより、早くもリーダー交替が囁かれる。
第10ステージの個人タイムトライアルで、ロッシュが制するも、マイヨはフィニョンのチームメイトであるシャーリー・モテに移動した。しかしモテは続く第11ステージで区間優勝を果たしたマーシャル・ガヤンにマイヨを奪われてしまう。
しかしモテは第13ステージからはじまったピレネーステージの緒戦で、大きく遅れてしまったガヤンを抑えて再びマイヨを奪回。しかし総合2位には、この区間2位のベルナールが1分52秒差で続き、同3位には3分23秒差でロッシュが続いた。
第14ステージで順位は3位のままながらも、ロッシュが1分26秒差に詰め、次第にモテに迫ってきた。
しかし山下りステージで、総合争いには変動がないと思われた第15ステージにおいて、ロルフ・ゴルツら3選手の早期のアタックに上位陣が翻弄された。一方、総合争いではモテがベルナール、ロッシュに対し、それぞれ2分台の差をつけた。
第16ステージからはアルプスステージ。ここでは、レジ・クレールの単独アタックが決まる。マイヨのモテは、フィニョンのアシストを受けながらも懸命に山を登るが、次第にベルナール、ロッシュらの上位集団から取り残され、マイヨこそ守ったものの、ベルナールに1分11秒差、ロッシュに1分26秒差、さらに総合4位に浮上してきたペドロ・デルガドに3分16秒差にまで縮められる。
そして第18ステージは個人タイムトライアル。「死の山」と恐れられるモン・ヴァントゥが久々にツールのコースに組み入れられた。このステージでベルナールが快走を見せ、クライマー優勢と伝えられたこの区間を制した。しかも、デルガドに1分51秒、ロッシュに2分19秒に差をつける。そしてモテは3分58秒の差をつけられた。ついにベルナールがマイヨを奪取。モン・ヴァントゥの快走ぶりを見る限り、このままベルナールが総合優勝を果たすのではないかという声が大きくなった。ところが、この快走が後に大きな落とし穴へと繋がっていく。
第19ステージ。前日の劇走がたたって終始ベルナールの走りには精細が見られない。結局このステージはデルガドがロッシュを3秒差抑えて区間制覇を果たすも、マイヨ・ジョーヌはロッシュに移動。そしてモテが41秒差の2位、デルガドが1分19秒差の3位に再び上昇する一方で、ベルナールは1分39秒差ながら、総合4位に転落した。
第20ステージはラルプ・デュエズがゴール。クライマーたちに加え、総合優勝争いから既に脱落しているフィニョンの快走が目立ち、ロッシュ、モテ、ベルナールらは大苦戦。区間制覇を果たしたフェルナンド・エチャベに3分25秒差で続いたデルガドがマイヨを奪い、25秒差でロッシュが総合2位。同3位のベルナール、同4位のモテもそれぞれ2分台の差で続いたが、総合上位陣の疲労の色は隠せなかった。
さらに第21ステージにおいて、フィニョンが早くもスパートをかける展開となり、総合上位勢はさらに苦しい戦いを強いられた。上位4人の中ではベルナールが一番遅れ、デルガドに4分8秒の差をつけられる。モテも3分12秒差に広げられたが、ロッシュは何とかデルガドに対し39秒差で食らいつく。
第22ステージ。今度はモテが引き離され、デルガド、ベルナールも苦戦。そんな中、ロッシュは区間優勝のエドゥアルド・チョザスに43秒差で食らいついて区間2位。デルガドについに21秒差にまで詰め寄った。一方、ベルナールは4分18秒、モテは5分54秒の差がつき、両フランス人選手の総合優勝はいささか厳しくなった。
長く、そして厳しい戦いが繰り広げられたアルプスステージが漸く終わり、残る大一番は第24ステージの個人タイムトライアルだけ。
ここではベルナールが第18ステージに続く快走を見せて区間制覇を果たすも、上位2選手には届かない。結局ロッシュが区間2位の1分44秒差で続いたのに対し、デルガドは2分45秒の差をつけられ、ここでマイヨは40秒差ながらも、ロッシュに移動した。
ロッシュはダブルツール達成。そしてこの年、世界自転車選手権個人ロードも制覇し、エディ・メルクス以来、史上2人目のトリプルクラウンも達成した。

## 成績

### 各区間の優勝者と総合首位者
| 区間            | 日   | 行程                                              | km            | 区間優勝                     | 総合首位                     |
| --------------- | ---- | ------------------------------------------------- | ------------- | ---------------------------- | ---------------------------- |
| プロローグ      | 7/1  | 西ベルリン (西独)                                 | 6 (個人TT)    | イエーレ・ナイダム           | イエーレ・ナイダム           |
| 1               | 7/2  | 西ベルリン(西独)                                  | 105           | ニコ・ヴェルフーヴェン       | レッヒ・ピアセッキ           |
| 2               | 7/2  | 西ベルリン(西独)                                  | 41 (チームTT) | カレラ                       | レッヒ・ピアセッキ           |
| 7月3日・休息日  |      |                                                   |               |                              |                              |
| 3               | 7/4  | カールスルーエ (西独) - シュトゥットガルト (西独) | 219           | アカシオ・ダシルバ           | エリッヒ・メヒラー           |
| 4               | 7/5  | シュトゥットガルト (西独) - フォルツハイム (西独) | 71            | ヘルマン・フリソン           | エリッヒ・メヒラー           |
| 5               | 7/5  | フォルツハイム (西独) - ストラスブール            | 112           | マルク・セルジュアン         | エリッヒ・メヒラー           |
| 6               | 7/6  | ストラスブール - エピナル                         | 169           | クリストフ・ラヴァンヌ       | エリッヒ・メヒラー           |
| 7               | 7/7  | エピナル - トロワ                                 | 211           | マルエルホルゲ・ドミンゲス   | エリッヒ・メヒラー           |
| 8               | 7/8  | トロワ - エピネ＝ス＝セナール                     | 206           | ジャンポール・ファンポッペル | エリッヒ・メヒラー           |
| 9               | 7/9  | オルレアン - ルナゼ                               | 260           | アドリ・ファンデルプール     | シャーリー・モテ             |
| 10              | 7/10 | ソミュール - フテュロスコープ                     | 87 (個人TT)   | ステファン・ロッシュ         | シャーリー・モテ             |
| 11              | 7/11 | ポワティエ - ショメイユ                           | 206           | マーシャル・ガヤン           | マーシャル・ガヤン           |
| 12              | 7/12 | ブリヴ - ボルドー                                 | 228           | デービス・フィニー           | マーシャル・ガヤン           |
| 13              | 7/13 | バイヨンヌ - ポー                                 | 219           | エリック・ブロイキンク       | シャーリー・モテ             |
| 14              | 7/14 | ポー - リュズ・アルディダン                       | 166           | ダグオットー・ローリットセン | シャーリー・モテ             |
| 15              | 7/15 | タルブ - ブラニャック                             | 164           | ロルフ・ゲルツ               | シャーリー・モテ             |
| 16              | 7/16 | ブラニャック - ミヨー                             | 216           | レジ・クレール               | シャーリー・モテ             |
| 17              | 7/17 | ミヨー - アヴィニョン                             | 239           | ジャンポール・ファンポッペル | シャーリー・モテ             |
| 7月18日・休息日 |      |                                                   |               |                              |                              |
| 18              | 7/19 | カルパントラ - モン・ヴァントゥ                   | 37 (個人TT)   | ジャンフランソワ・ベルナール | ジャンフランソワ・ベルナール |
| 19              | 7/20 | ヴァルレアス - ヴィラール＝ド＝ランス             | 185           | ペドロ・デルガド             | ステファン・ロッシュ         |
| 20              | 7/21 | ヴィラール＝ド＝ランス - ラルプ・デュエズ         | 201           | フェルナンド・エチャベ       | ペドロ・デルガド             |
| 21              | 7/22 | ブール・ドワザン - ラ・プラーニュ                 | 185           | ローラン・フィニョン         | ペドロ・デルガド             |
| 22              | 7/23 | ラ・プラーニュ - モルジーヌ                       | 186           | エドゥアルド・チョザス       | ペドロ・デルガド             |
| 23              | 7/24 | サン＝ジュリアン＝アン＝ジュヌヴォワ - ディジョン | 225           | レジ・クレール               | ペドロ・デルガド             |
| 24              | 7/25 | ディジョン                                        | 38 (個人TT)   | ジャンフランソワ・ベルナール | ステファン・ロッシュ         |
| 25              | 7/26 | クレテイユ - パリ・シャンゼリゼ                   | 192           | ジェフ・ピアス               | ステファン・ロッシュ         |

### 総合順位
| 順位 | 選手名                       | 国籍           | チーム                         | 時間         |
| ---- | ---------------------------- | -------------- | ------------------------------ | ------------ |
| 1    | ステファン・ロッシュ         | アイルランド   | カレラ                         | 115h 27' 42" |
| 2    | ペドロ・デルガド             | スペイン       | PDM                            | 40"          |
| 3    | ジャンフランソワ・ベルナール | フランス       | 東芝 ルック ラ・ヴィ・クレール | 2' 13"       |
| 4    | シャーリー・モテ             | フランス       | システムU                      | 6' 40"       |
| 5    | ルイス・エレラ               | コロンビア     | カフェ・ド・コロンビア         | 9' 32"       |
| 6    | ファビオ・パラ               | コロンビア     | カフェ・ド・コロンビア         | 16' 53"      |
| 7    | ローラン・フィニョン         | フランス       | システムU                      | 18' 24"      |
| 8    | アンセルモ・フエンテ         | スペイン       | BH                             | 18' 33"      |
| 9    | ラウル・アルカラ             | メキシコ       | セブンイレブン                 | 21' 49"      |
| 10   | マリノ・レハレタ             | スペイン       | オルベア                       | 26' 13"      |
| 11   | クロード・クリケリオン       | ベルギー       |                                | 30' 32"      |
| 12   | フェデリコ・エチャベ         | スペイン       |                                | 31' 06"      |
| 13   | マルティン・ラミレス         | コロンビア     |                                | 36' 55"      |
| 14   | ゲルハルト・ザドロビレック   | オーストリア   |                                | 40' 35"      |
| 15   | ルチアーノ・ロロ             | イタリア       |                                | 43' 52"      |
| 16   | アンドリュー・ハンプステン   | アメリカ合衆国 |                                | 44' 07"      |
| 17   | ジャン＝ルネ・ベルノードー   | フランス       |                                | 47' 16"      |
| 18   | ラファエル・アチェベド       | コロンビア     |                                | 50' 33"      |
| 19   | ロバート・ミラー             | イギリス       |                                | 50' 47"      |
| 20   | デニ・ロー                   | フランス       |                                | 52' 13"      |

### 各部門賞結果
| 第74回 ツール・ド・フランス 1987 | 第74回 ツール・ド・フランス 1987         |
| -------------------------------- | ---------------------------------------- |
| 全行程                           | 25区間, 4231 km                          |
| 総合優勝                         | ステファン・ロッシュ 115時間27分42秒     |
| 2位                              | ペドロ・デルガド +40秒                   |
| 3位                              | ジャンフランソワ・ベルナール +2分13秒    |
| 4位                              | シャーリー・モテ +6分40秒                |
| 5位                              | ルイス・エレラ +9分32秒                  |
| ポイント賞                       | ジャンポール・ファンポッペル 263ポイント |
| 2位                              | ステファン・ロッシュ 247ポイント         |
| 3位                              | ペドロ・デルガド 228ポイント             |
| 山岳賞                           | ルイス・エレラ 452ポイント               |
| 2位                              | アルセルモ・フエンテ 314ポイント         |
| 3位                              | ラウル・アルカラ 277ポイント             |